# Reichenau (Herrschaft)
Die Herrschaft Reichenau war eine Grundherrschaft im Viertel unter dem Wienerwald im Erzherzogtum Österreich unter der Enns, dem heutigen Niederösterreich.

## Ausdehnung
Die Herrschaft umfasste zuletzt die Ortsobrigkeit über Großau und Kleinau, Grieß und Sonnleithen, Grünsting mit Dörfl, Hirschwang mit Edlach und Thannaberg, Hirschwangforst, Reichenau mit Schneebergdörfl, Waag und Thalhof, Küb mit Werning, Payerbach mit Küb, Payerbachgraben mit Schachen (Am Schachen), Payerbach, Hinterleithen und Schmitsdorf mit Mühlhof. Der Sitz der Verwaltung befand sich in Gloggnitz.

## Geschichte
Letzter Inhaber der Herrschaft war das eisenverarbeitende Unternehmen Innerberger Hauptgewerkschaft, das bei Reichenau über einige Betriebsstätten verfügte, bis die Herrschaft als Folge der Reformen 1848/1849 aufgelöst wurde.